# San Lorenzo Isontino
San Lorenzo Isontino (già San Lorenzo di Mossa) é uma comuna italiana da região do Friuli-Venezia Giulia, província de Gorizia, com cerca de 1.412 habitantes. Estende-se por uma área de 4 km², tendo uma densidade populacional de 353 hab/km². Faz fronteira com Capriva del Friuli, Farra d'Isonzo, Moraro, Mossa.

## Demografia
| Variação demográfica do município entre 1861 e 2011                               |
|                                                                                   |
| Fonte: Istituto Nazionale di Statistica (ISTAT) - Elaboração gráfica da Wikipedia |